# Раднички стадион у Пекингу
Раднички стадион, Workers' Stadium, (поједностављен кинески језик: 工人体育场; традиционални кинески језик: 工人體育場; пињин: Gōngrén Tǐyùchǎng) је фудбалски стадион у Пекингу, Кина. Отворен је 2023. године на мјесту првобитног стадиона, који је срушен 2020. године. Један од највећих фудбалских стадиона у Кини, стадион је дом кинеског суперлигашког клуба Пекинг Гуоан.

## Историјат
Дана 4. јануара 2020. године, Раднички стадион је најављен као мјесто одржавања АФЦ купа Азије 2023. године.
Након завршетка сезоне 2019, Пекинг Гуоан је преместио свој домаћи стадион у Пекинг Фенгтаи стадион на три године, док су се реновирали уочи турнира. Инжењерска фирма пројекта реконструкције је Beijing Construction Engineering Group.
Међутим, 14. маја 2022. године, АФЦ је објавио да Кина неће моћи да буде домаћин турнира због изузетних околности изазваних пандемијом ковида 19.
Дана 31. децембра 2022. године, нови Раднички стадион је био домаћин своје прве манифестације, пошто је новогодишња забава под називом „Загрлите ново путовање – дочек Нове године 2023 БРТВ“ одржана на стадиону и емитована на сателитској телевизији Пекинг.
Реновирани Раднички стадион је званично отворен 15. априла 2023. године, што је укључивало и церемонију отварања кинеске Супер лиге 2023. године, прије прве утакмице сезоне између Пекинг Гуоана и Меизхоу Хака. Везни играч Meizhou Hakka Ye Chugui постигао је први гол на стадиону.
Дана 15. јуна 2023. године, стадион је био домаћин прве међународне пријатељске утакмице када је Аргентина побједила Аустралију са 2-0, а Лајолел Меси је постигао свој најбржи међународни гол у каријери за само 79 секунди.

## Локација
Стадион се налази у пекиншком округу Чаојанг. Заузима блок омеђен сјеверним, источним, јужним и западним путем Гонгрентијучанг. Налази се преко пута Радничке затворене арене и близу је пословног подручја Санлитун.

### Транспорт до стадиона
До стадиона се може доћи подземном жељезницом у Пекингу, а Метро станица Раднички стадион служи локацију на линији 17, а отворена је 30. децембра 2023. Године 2024., линији 3 ће се отворити и такође ће служити станици, повезујући стадион са источним провинцијама Пекинга и стварање међумјесне станице.

## Галерија
- Степенице које воде до горњих трибина.
- Поглед на терен.
- Транспарент испред ВИП трибина.
- Поглед са јужне трибине уочи меча Пекинг Гоана.
- Стадион ноћу